# Pseudococcus marshallensis
Pseudococcus marshallensis är en insektsart som beskrevs av John Wyman Beardsley 1966. 
Pseudococcus marshallensis ingår i släktet Pseudococcus och familjen ullsköldlöss. Inga underarter finns listade i Catalogue of Life.